# Landkreis Eschenbach in der Oberpfalz
Der Landkreis Eschenbach in der Oberpfalz, amtlich Landkreis Eschenbach i.d.OPf., gehörte zum bayerischen Regierungsbezirk Oberpfalz. Er wurde 1972 aufgelöst und sein Gebiet überwiegend dem Landkreis Neustadt an der Waldnaab zugeordnet.

## Geographie
Der Landkreis grenzte 1972 im Uhrzeigersinn im Norden beginnend an die Landkreise Kemnath, Neustadt an der Waldnaab, Amberg, Sulzbach-Rosenberg, Hersbruck und Pegnitz. Die größten Orte waren Auerbach, Grafenwöhr, Pressath, Neustadt am Kulm und Eschenbach.

## Geschichte

### Bezirksamt
Das Bezirksamt Eschenbach wurde im Jahr 1862 durch den Zusammenschluss der Landgerichte älterer Ordnung Auerbach und Eschenbach gebildet.
Anlässlich der Reform des Zuschnitts der bayerischen Bezirksämter trat das Bezirksamt Eschenbach in der Oberpfalz am 1. Januar 1880 die Gemeinden Grünreuth und Hartenstein an das Bezirksamt Hersbruck ab.
Im Jahr 1938 erweiterte die nationalsozialistische Reichsumsiedlungsgesellschaft RUGES den Truppenübungsplatz Grafenwöhr, die Bewohner der Gemeinden Ebersberg, Haag, Höhenberg, Hopfenohe, Kaundorf, Leuzenhof, Nunkas, Oberfrankenohe und Pappenberg wurden innerhalb der Oberpfalz umgesiedelt und die Gemeinden erloschen.

### Landkreis
Am 1. Januar 1939 wurde im Deutschen Reich die einheitliche Bezeichnung Landkreis eingeführt. So wurde aus dem Bezirksamt der Landkreis Eschenbach in der Oberpfalz.
Am 1. Juli 1972 wurde der Landkreis Eschenbach in der Oberpfalz im Zuge der Gebietsreform in Bayern aufgelöst:
- Die Stadt Auerbach sowie die Gemeinden Degelsdorf, Gunzendorf, Michelfeld, Nasnitz, Nitzlbuch, Ranna und Ranzenthal wurde dem Landkreis Amberg, jetzt Amberg-Sulzbach zugeschlagen.
- Die Gemeinden Penzenreuth und Troschenreuth kamen zum Landkreis Bayreuth im Regierungsbezirk Oberfranken.
- Die Gemeinden Neuhaus an der Pegnitz, Krottensee und Rothenbruck kamen zum Landkreis Lauf an der Pegnitz, jetzt Nürnberger Land im Regierungsbezirk Mittelfranken.
- Alle übrigen Gemeinden wurden zusammen mit dem ebenfalls aufgelösten Landkreis Vohenstrauß dem Landkreis Neustadt an der Waldnaab zugeordnet.

### Bezirksamtmänner/-oberamtmänner bis 1938, ab 1939 Landräte
- 1913–1931: Ludwig von Brandt gen. Flender
- 1931–1933: Heinrich Lotz
- 1933–1935: Franz Müller
- 1935–1940: Franz Müller, Amtsverweser
- 1940–1943: vakant
- 1943–1944: Hermann Greim
- 1944–1945: Otto Fürnrohr

## Einwohnerentwicklung
| Jahr | Einwohner | Quelle |
| ---- | --------- | ------ |
| 1840 | 23.284    | [ 6 ]  |
| 1864 | 23.750    | [ 7 ]  |
| 1871 | 23.494    | [ 6 ]  |
| 1885 | 23.366    | [ 6 ]  |
| 1900 | 22.058    | [ 6 ]  |
| 1910 | 24.611    | [ 6 ]  |
| 1925 | 24.725    | [ 6 ]  |
| 1939 | 26.126    | [ 6 ]  |
| 1950 | 35.478    | [ 6 ]  |
| 1960 | 34.200    | [ 8 ]  |
| 1971 | 35.500    | [ 9 ]  |

## Gemeinden
Vor der Gebietsreform umfasste der Landkreis die folgenden 36 Gemeinden (Stand 1. Oktober 1964):
| Städte 1. Auerbach in der Oberpfalz 2. Eschenbach in der Oberpfalz 3. Grafenwöhr 4. Neustadt am Kulm 5. Pressath Märkte 1. Kirchenthumbach 2. Neuhaus an der Pegnitz | Weitere Gemeinden 1. Degelsdorf 2. Dießfurt 3. Feilersdorf 4. Filchendorf 5. Gmünd 6. Gunzendorf 7. Heinersreuth 8. Krottensee 9. Michelfeld 10. Nasnitz 11. Neuzirkendorf 12. Nitzlbuch 13. Oberbibrach 14. Penzenreuth 15. Pichlberg 16. Preißach 17. Ranna 18. Ranzenthal 19. Riggau 20. Rothenbruck 21. Sassenreuth 22. Schlammersdorf 23. Seitenthal 24. Speinshart 25. Thurndorf 26. Tremmersdorf 27. Troschenreuth 28. Vorbach 29. Weihersberg |

Landkreis Eschenbach in der Oberpfalz, Gemeindegrenzenkarte von 1961

Die folgenden Gemeinden wurden während des Bestehens des Landkreises aufgelöst oder eingemeindet:
- Ebersberg, am 1. November 1949 zu Nitzlbuch
- Haag, nach 1938 zum gemeindefreien Truppenübungsplatz Grafenwöhr
- Höhenberg, nach 1938 zum gemeindefreien Truppenübungsplatz Grafenwöhr
- Hopfenohe, nach 1938 zum gemeindefreien Truppenübungsplatz Grafenwöhr
- Kaundorf, nach 1938 zum gemeindefreien Truppenübungsplatz Grafenwöhr
- Leuzenhof, nach 1938 zum gemeindefreien Truppenübungsplatz Grafenwöhr
- Metzenhof, am 1. Januar 1946 zu Kirchenthumbach
- Moos, am 1. Januar 1946 zu Schlammersdorf
- Nunkas, nach 1938 zum gemeindefreien Truppenübungsplatz Grafenwöhr
- Oberfrankenohe, nach 1938 zum gemeindefreien Truppenübungsplatz Grafenwöhr
- Pappenberg, nach 1938 zum gemeindefreien Truppenübungsplatz Grafenwöhr
- Stegenthumbach, am 1. Januar 1946 zu Eschenbach
- Steinamwasser, am 1. Januar 1946 zu Gunzendorf
- Thomasreuth, am 1. Januar 1946 zu Eschenbach
- Treinreuth, am 1. Januar 1946 zu Kirchenthumbach
- Troschelhammer, am 1. April 1949 zu Dießfurt
- Zogenreuth, am 1. Januar 1946 zu Degelsdorf

## Kfz-Kennzeichen
Am 1. Juli 1956 wurde dem Landkreis bei der Einführung der bis heute gültigen Kfz-Kennzeichen das Unterscheidungszeichen ESB zugewiesen. Es wurde bis zum 3. August 1974 ausgegeben. Seit dem 10. Juli 2013 ist es im Zusammenhang mit der Kennzeichenliberalisierung in den Landkreisen Bayreuth und Neustadt an der Waldnaab wieder erhältlich, seit dem 12. Juli 2013 zusätzlich im Landkreis Amberg-Sulzbach und schließlich seit dem 15. Juli 2013 auch im Landkreis Nürnberger Land.